# Pallacanestro Torino
La Pallacanestro Torino S.S.D.R.L. è stata la società di pallacanestro femminile più longeva e prestigiosa di Torino, del Piemonte e di tutta l'Italia nordoccidentale.
Il suo codice FIP è lo 000183.
Fondata nel 1959 gioca al PalaRuffini di Torino. I suoi colori sono il bianco e il blu con sulla divisa delle stelle, mentre il simbolo della squadra è una pantera, di conseguenza le giocatrici vengono soprannominate "pantere" o "biancostellate".
Nella stagione 2014-15 ha riconquistato la Serie A1 dopo 44 anni riportando la Città di Torino nella massima serie dopo 32 anni, dai tempi della gloriosa Sisport.
Gli attuali head sponsor sono Iren e Fixi.
Media Partner è Tuttosport ma è seguita anche a livello nazionale e locale dai quotidiani La Stampa, Cronaca Qui Torino e CronacaTorino.it.

## Storia

Derby tra Lanco e Fiat 1969

### Dagli esordi della Lanco al declino (1959-1985)

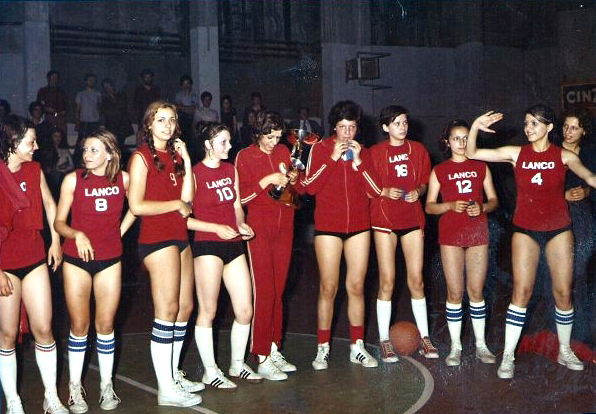
Pallacanestro Lanco Torino 1973

La Pallacanestro Torino viene fondata nel 1959 da Giulia e Candido Manfredi, famiglia di orologiai in Torino, lei giocatrice e capitana della Serie A di allora, lui primo allenatore della squadra. La denominazione iniziale fu Lanco Torino, nome che deriva dalla omonima marca di orologi venduti nella orologeria dei fondatori. Primo presidente della squadra fu il Dottor Franco Giannoni, morto nell'agosto del 1964 e successivamente sostituito alla presidenza dallo stesso "Dino" Manfredi.
Nel 1960 partecipò alla Serie A per la prima volta e per tre anni Torino ebbe tre squadre nel massimo campionato (Fiat, Autonomi e Lanco). È stata per tanti anni la seconda società cittadina femminile dopo la Fiat e quando l'Autonomi Torino cessò di esistere, la Pallacanestro Torino ed il Fiat diedero vita ad indimenticabili derby nella palestra Riv di Viale Dogali che furono trasmessi anche dalla Tv nazionale.
Nella stagione 1968-69 retrocesse in B, ma poi venne ripescata in extremis al posto della Bumor Roma; nonostante la stagione non felice, Carla Gelai fu la miglior realizzatrice del torneo con 307 punti (17 pt di media).
Dalla retrocessione in Serie B, ad inizio anni '70, la società vive un periodo di basso profilo retrocedendo fino in Serie C ma restando comunque in attività.

### Il periodo come Pallacanestro Femminile Mirafiori (1985-2003)

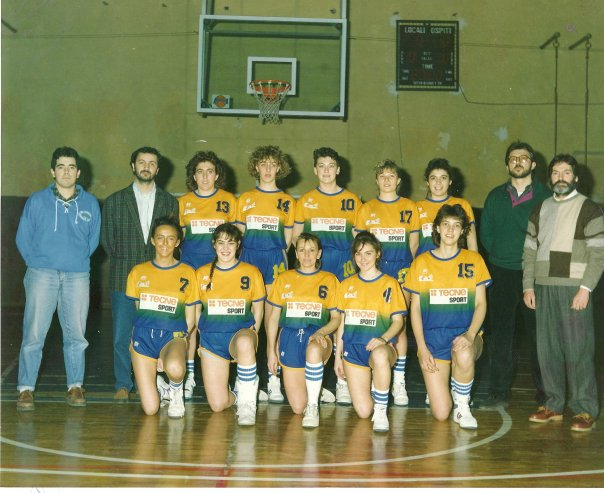
Tecne Sport 1988

Nel 1984 la squadra cambia nome in Pallacanestro Femminile Mirafiori ed in questi anni arriva a ricoprire cariche dirigenziali della squadra Mario Soriente per diventarne poi Presidente dal 1997 al 2012 (oggi è Direttore Sportivo della squadra).
Quando anche il Fiat chiude i battenti agli inizi degli anni '80 (dopo aver dominato in Italia ed in Europa), la Pallacanestro Torino diventa leader nel basket femminile a Torino grazie all'arrivo di Beppe Pasino come presidente (dal 1990 al 1997), che porta la squadra dalla Serie C alla A2 in soli 4 anni. La società vive successivamente annate sportive altalenanti disputando Campionati di A2 e B, ma sempre continuando nella sua opera di propaganda del basket femminile in città: acquisisce le giovanili del CUS Torino nel 1993 e torna in Serie A2 nel 1995 dopo memorabili ed esaltanti derby con il Collegno Basket e l'Ivrea.
Retrocede nel 1997 e in seguito vince quattro titoli nazionali giovanili, dimostrando di essere un vero serbatoio di talenti creando un settore giovanile tra i migliori d'Italia.

### Ritorno come Pallacanestro Torino (2003-2011)
Torna in A2 al termine della stagione 2004-05, ma retrocede dopo appena una stagione attraverso i play-out.
Sale in A3 nella stagione 2009-10 e l'anno successivo in A2.

### Il breve periodo come Pallacanestro Femminile Piemonte (2011-2012)
Al termine del campionato 2010-11, la Conad Laurentana Biella è stata promossa dalla Serie B d'Eccellenza alla Serie A2. La società biellese ha attinto spesso dalle giovanili della Pall. Torino, così poche settimane dopo il salto di categoria si è configurata una collaborazione tra le due società: è così nata la Pallacanestro Femminile Piemonte, con sede a Collegno. La squadra puntava a mantenere la categoria basandosi sulle giocatrici che avevano vinto la terza serie e ha conquistato una difficile salvezza ai play-out, poi però vanificata dalla cessione del titolo a Cremona e dalla ripartenza dal campionato di sviluppo.

### Di nuovo Pallacanestro Torino (dal 2012)
La società ha proseguito quindi l'attività di vertice con la Pallacanestro Torino vera e propria, che nel 2011-2012 aveva partecipato alla Serie B e ottenuto, tramite wild card, la promozione nel campionato di sviluppo. Nel campionato 2012-13 ottiene la promozione in Serie A2 dopo i play-off.
Associata con il CUS Torino, sfiora la promozione in Serie A1 per ben due volte nella stagione 2013-14, perdendo prima la finale playoff con Trieste e poi il successivo spareggio promozione contro Battipaglia.

### Il ritorno in Serie A
Il 14 marzo 2014 viene ufficializzato l'ingresso della Pallacanestro Torino nell'orbita di PMS Basketball a completare un settore femminile già di ottimo livello con la Libertas Moncalieri.
Nuovo presidente della società a partire dall'estate 2014 è Giovanni Garrone, mentre Mario Soriente assume il ruolo di general manager.
La proprietà ha così deciso di puntare sulla Pallacanestro Torino con l'obiettivo ambizioso di ridare la massima serie del basket femminile alla Città di Torino, nell'anno in cui è Capitale Europea dello Sport.
Per la stagione 2014-15 vengono ingaggiate Elena Riccardi e Brianne O'Rourke (la prima statunitense della storia della Pallacanestro Torino) ed a dicembre si uniscono al gruppo anche Madalene Ntumba ed Ada Puliti per tentare la promozione nella massima serie nazionale, mentre il campo di gioco diventa il PalaEinaudi di Moncalieri punto di riferimento per le attività di PMS Basketball.
Dopo esser tornata in massima Serie dopo 44 anni ed averci riportato la città di Torino dopo 32, la Società si è mossa da subito sul mercato acquistando 3 nuovi elementi di carattere internazionale: le statunitensi Yvonne Anderson e Jenna Smith e la nazionale ellenica Katerina Sōtīriou, dando più spessore ad una squadra comunque improntata sullo scheletro di un gruppo costituito da ragazze torinesi provenienti dal vivaio della stessa squadra come Costanza Coen, Alice Quarta, Paola Montanaro, Clara Salvini e la capitana Dalila Domizi, oltre agli innesti della passata stagione Ada Puliti e Madalene Mitongu Ntumba.
L'obiettivo stagionale dettato dalla Società, dovuto all'assenza da molti anni nella massima Serie, non poteva esser altro che la salvezza, permettendo di consolidare le basi di una squadra che necessita di esperienza ai massimi livelli. Ma le ragazze di coach Petrachi hanno fatto di più e classificatesi al nono posto in regular season hanno superato Napoli agli ottavi ribaltando la pesante sconfitta di 17 punti patita tra le mura amiche andando a vincere in casa delle partenopee di 21. Ai quarti Lucca, prima in regular season con tre sole sconfitte, ha sfruttato il suo tasso atletico battendo Torino sia in casa che al PalaEinaudi.

### L'uscita da PMS ed il record del 7º posto
La prima vera stagione ambiziosa per le "pantere" è la 2017-18, quando i vertici biancostellati escono dal progetto PMS. Cambia quindi l'impianto di gioco, che diventerà il PalaRuffini di Torino, riportando dopo svariati anni la pallacanestro femminile sul suolo del capoluogo torinese. Come head coach viene ingaggiato Massimo Riga, il quale rafforza l'ossatura della squadra precedente ingaggiando l'ala grande americana Sophie Brunner e Jasmine Gill, le quali con la pivot croata Ivana Tikvic vanno a completare il trio di straniere in forza al team piemontese. La regalar season è buona, con la squadra sabauda che si piazza al settimo posto in graduatoria (risultato storico per la Pallacanestro Torino). Nei playoff Torino cede il passo 2-0 nella serie dei quarti di finale contro Venezia, sfiorando l'impresa proprio in trasferta in Gara1 al PalaTaliercio di Mestre.
Dal 9 luglio 2018 entra un nuovo main sponsor, si tratta della Iren (azienda multiservizi torinese), che assieme a Fixi dà una nuova denominazione alla squadra come Iren Fixi Torino.
Il 21 luglio 2020 la società comunica che il Consiglio di Amministrazione ha constatato l'impossibilità di iscriversi al Campionato di Serie A1 per la stagione 2020/2021 a causa della mancanza di garanzie economiche, nonostante siano state considerate diverse opzioni, inclusa la cessione gratuita della maggioranza delle quote societarie.

## Cronistoria
| Cronistoria della Pallacanestro Torino |
| --- |
| - 1959 · fondazione della Pallacanestro Torino. - 1959-60 · Serie B promossa in Serie A. - 1960-61 · 5ª nel Girone A di Serie A. - 1961-62 · 6ª nel Girone B di Serie A, retrocessa in Serie B. - 1962-63 · Serie B - 1963-64 · Serie B - 1964-65 · Serie B promossa in Serie A. - 1965-66 · 8ª in Serie A. - 1966-67 · 6ª in Serie A. - 1967-68 · 6ª in Serie A. - 1968-69 · 9ª in Serie A, retrocessa in Serie B, poi ripescata. - 1969-70 · 9ª in Serie A, perde lo spareggio salvezza, retrocessa in Serie B. - 1970-71 · Serie B promossa in Serie A. - 1971-72 · 12ª in Serie A, retrocessa in Serie B. - 1972-73 · Serie B - 1973-74 · Serie B - 1974-75 · Serie B - 1975-76 · Serie B, perde lo spareggio salvezza, retrocessa in Serie C. - 1976-77 · Serie C, vince la poule promozione B, promossa in Serie B. - 1977-78 · Serie B, vince la poule retrocessione B. - 1978-79 · Serie B, vince la poule retrocessione B. - 1979-80 · Serie B, 2ª in poule B salvezza. - 1980-81 · Serie B, vince la poule C promozione. - 1981-82 · Serie B, vince la poule B salvezza. - 1982-83 · Serie B, retrocessa in Serie C. - 1983-84 · Serie C - 1984 · diventa Pallacanestro Torino Mirafiori. - 1984-85 · Serie C - 1985-86 · Serie C - 1986-87 · Serie C - 1987-88 · Serie C - 1988-89 · Serie C - 1989-90 · 7ª in Serie C - 1990-91 · Serie C - 1991-92 · Serie C - 1992-93 · Serie C, promossa in Serie B. - 1993-94 · Serie B - 1994-95 · Serie B, promossa in Serie A2. - 1995-96 · Serie A2 - 1996-97 · Teamsystem, nel Girone A di Serie A2, 5ª in Poule Salvezza 1. - 1997-98 · Palmar, 13º nel Girone A di Serie A2, retrocessa in Serie B. - 1998-99 · Serie B - 1999-00 · Serie B - 2000-01 · Serie B - 2001-02 · Serie B - 2002-03 · Serie B - 2003 · ritorna a chiamarsi Pallacanestro Torino. - 2003-04 · Serie B - 2004-05 · Serie B, promossa in Serie A2. - 2005-06 · 12ª nel Girone Nord di Serie A2, perde i play-out, retrocessa in Serie B d'Eccellenza. - 2006-07 · Serie B - 2007-08 · Serie B, promossa in Serie B d'Eccellenza. - 2008-09 · 3ª nel Girone A1 di Serie B d'Eccellenza, 6ª nel Girone A di Poule Promozione. - 2009-10 · 2ª nel Girone A1 di Serie B d'Eccellenza, 2ª nel Girone A di Poule Promozione, finalista play-off. - 2010-11 · 9ª nel Girone A1 di Serie B d'Eccellenza, retrocessa in Serie B. - 2011 · la società rileva il titolo della Laurentana Biella: nasce la Pallacanestro Femminile Piemonte. La Pall. Torino prosegue l'attività. - 2011-12 · 12ª nel Girone Nord di Serie A2, salva ai playout, cede il titolo a Cremona. Pall. Torino: 4ª nel Girone A di Serie B, 1ª nel Girone A2 di ammissione al campionato di sviluppo, 3ª nel Concentramento 3 di ammissione al camp. di sviluppo, poi ripescata in Serie A3 tramite wild card. - 2012 · ritorna a chiamarsi Pallacanestro Torino. - 2012-13 · 2ª nel Girone A di Serie A3, vince i play-off, promossa in Serie A2. - 2013-14 · 4ª nella Conference Nord-Ovest di Serie A2, 4ª nel Girone A di Poule Promozione, finalista play-off, perde lo spareggio promozione. - 2014 la società entra nell'orbita della PMS Basketball. - 2014-15 · 1ª nel Girone A di Serie A2 e 2ª nel Girone D di promozione, vince lo spareggio promozione, promossa in Serie A1, semifinali Coppa Italia Serie A2. - 2015-16 · Fixi Piramis 9ª in Serie A1, quarti di finale playoff scudetto. - 2016-17 · Fixi Piramis 9ª in Serie A1, ottavi di finale playoff scudetto, quarti di finale Coppa Italia. - 2017-18 · Fixi Piramis 7ª in Serie A1, quarti di finale play-off. - 2018-19 · Iren Fixi 11ª in Serie A1. - 2019-20 · Iren Fixi 12ª in Serie A1, campionato sospeso per la pandemia di Covid-19. Non si iscrive. |

## Sponsor
- 1959-1973: Lanco
- 1973-1976: Refit Nizza
- 1976-1979: Maglifizio Subalpino
- 1979-1980: Orologeria Manfredi
- 1980-1982: Cauto
- 1982-1988: -
- 1988-1989: Tecne Sport
- 1989-1990: Automata
- 1990-1991: Teleion
- 1991-1992: Rex
- 1992-1993: Castor
- 1993-1994: Rex - Castor
- 1994-1997: Team System
- 1997-1999: Palmar
- 1999-2001: Global Service
- 2001-2003: Noicom
- 2003-2004: Conad
- 2004-2006: Aldisi Torino Scavi
- 2006-2008: -
- 2008-2009: Ondaland
- 2009-2011: -
- 2011-2012: Officine Gaudino
- 2012-2013: -
- 2013-2014: Piramis
- 2014-2018: Fixi - Piramis
- 2018-2020: Iren - Fixi

## Allenatori
- 1959-1969: Candido Manfredi
- 1969-1971: Sandro Pellegrini
- 1971-1972: Candido Manfredi
- 1972-1973: Sandro Pellegrini
- 1973-1974: Guido Petromilli
- 1974-1976: Donoso Nelson
- 1976-1978: Guido Petromilli
- 1978-1979: Candido Manfredi e Guido Petromilli
- 1979-1980: Guido Petromilli sostituito da Bonamico e Morra
- 1980-1981: Dario Morra
- 1981-1982: ?
- 1982-1983: Silvano Strona
- 1983-1984: Colucci
- 1984-1985: ?
- 1985-1987: Arnoldo Viberti
- 1987-1988: Arnoldo Viberti e Paolo Silvestro
- 1988-1989: Paolo Silvestro
- 1989-1990: Piero Colla
- 1990-1991: Daniele Molinari
- 1991-1993: Franca Ronchetti
- 1993-1995: Gino Sgavicchia
- 1995-1998: Sandra Palombarini
- 1998-1999: Gino Sgavicchia e Marco Genta
- 1999-2000: Vittorio Gonzales
- 2000-2001: ?
- 2001-2002: Carlo Zucca sostituito da Marco Genta
- 2002-2003: Beppe Carbone
- 2003-2004: Gino Sgavicchia e Marco Genta
- 2004-2005: Marco Genta e Delli Carri
- 2005-2012: ?
- 2012-2016: Manuele Petrachi
- 2016-2017: Marco Spanu
- 2017-2020: Massimo Riga

## Presidenti
- 1959-1964: Franco Giannoni
- 1964-1979: Candido Manfredi
- 1979-1988: ?
- 1988-1990: Vittorio Sachero
- 1990-1997: Beppe Pasino
- 1997-2012: Mario Soriente
- 2012-2014: Filippo Puglisi
- 2014-2017: Giovanni Garrone

## Roster
aggiornato al 10 gennaio 2019
|    | Naz.                   | Ruolo | Sportivo           |      |     |  |  |
| -- | ---------------------- | ----- | ------------------ | ---- | --- |  |  |
| 0  | Italia (bandiera)      | G     | Irene Seumo        | 2002 | 172 |  |  |
| 3  | Italia (bandiera)      | G     | Sara Zechina       | 2003 | 177 |  |  |
| 5  | Polonia (bandiera)     | AP    | Monika Jasnowska   | 1992 | 182 |  |  |
| 6  | Italia (bandiera)      | P     | Giulia Togliani    | 1998 | 170 |  |  |
| 7  | Italia (bandiera)      | P     | Ilaria Milazzo     | 1994 | 164 |  |  |
| 8  | Italia (bandiera)      | G     | Giada Buffa        | 2002 | 170 |  |  |
| 9  | Italia (bandiera)      | AP    | Allegra Botteghi   | 1995 | 178 |  |  |
| 10 | Italia (bandiera)      | G     | Alessia Cabrini    | 1996 | 178 |  |  |
| 12 | Italia (bandiera)      | C     | Valeria Trucco     | 1999 | 193 |  |  |
| 13 | Bulgaria (bandiera)    | AG    | Aleksandra Petrova | 1997 | 182 |  |  |
| 16 | Italia (bandiera)      | AP    | Fabiana Bosio      | 1999 | 179 |  |  |
| 24 | Stati Uniti (bandiera) | G     | Khalia Lawrence    | 1996 | 173 |  |  |
| 32 | Stati Uniti (bandiera) | C     | Taya Reimerr       | 1995 | 193 |  |  |

### Staff tecnico
- Capo allenatore:  Massimo Riga
- Vice allenatore:  Arnoldo Viberti
- Secondo assistente e preparatore fisico:  Patrick Comba
- Preparatore fisico:  Mimmo Santarcangelo

### Staff medico
- Medico sociale: Daniele Mozzone
- Massofisioterapista: Alessandra Bianco
- Massofisioterapista: Mattia Bovero

### Organigramma
- Presidente: Giovanni Garrone
- Direttore generale: Mario Soriente
- Vice presidente: Filippo Puglisi
- Direttore sportivo: Alessandro Stasi
- Team Manager: Cristina Gramarossa
- Responsabile tecnico settore giovanile: Arnoldo Viberti
- Addetto stampa: Angelo Petrucci
- Addetto agli arbitri: Claudio Cella
- Area operativa: Silvana Cipolla
- Responsabile statistiche: Fabio Gentile
- Addetta statistiche: Eleonora Gentile
- Telecronista: Jacopo Bertone
- Speaker: Daniele La Spina
- Accrediti VIP: Filippo De Lucia
- Addetta ticketing: Katya de Santis

## Palmarès

### Prima squadra
- Campionato italiano di Serie A2: 1
Pallacanestro Torino: 2014-2015
- Campionato italiano di Serie A3: 1
Pallacanestro Torino: 2012-2013
- Campionato italiano di Serie B: 4
Pallacanestro Torino: 1964-1965, 1970-1971, 1994-1995, 2004-2005

### Settore giovanile
- Campionati italiani giovanili: 4

Under 17: 2000
Under 15: 1998
Under 14: 2001, 2003
Molte atlete delle squadre giovanili di Pallacanestro Torino sono state e sono tuttora convocate per le Squadre Regionali e Nazionali di categoria.
Attualmente, stagione 2016-17, la Pallacanestro Torino partecipa ai campionati Under-13 ed Under-14.

## Pallacanestro Torino nell'ambito sociale
La Pallacanestro Torino si è sempre distinta negli anni sia con opere di solidarietà, benefiche e culturali nonché di veri e propri interventi a scopo sociale.
La squadra è partner di FORMA (Fondazione Ospedale infantile Regina Margherita) per la quale ogni anno le componenti della squadra partecipano al "Raduno dei Babbi Natale" vestite da Santa Claus a portare doni e sorrisi ai bambini.
Tramite la NutriAid (organizzazione umanitaria onlus per la tutela dei diritti dell'infanzia) la Pallacanestro Torino ha adottato un bambino del Rwanda.
La Pallacanestro Torino partecipa al Memorial "Ciao Sù" dal 2011, ovvero dall'anno della sua creazione, dedicato alla scomparsa giocatrice Susanna Nora, il Memorial prevede la possibilità per gli spettatori di fare donazioni all'AIRC per la ricerca sul cancro.
Dopo l'alluvione del 2013 che ha colpito la Sardegna la Società ha organizzato l'evento "Un canestro per la Sardegna", dove ogni squadra della propria società, di qualsiasi categoria dalla A2 all'Under 13, donava un Euro per ogni punto segnato nel periodo dal 7 dicembre 2013 al 15 gennaio 2014 raccogliendo migliaia di Euro devoluti alle popolazioni colpite dal nefasto evento.
Prima dell'inizio della stagione 2015-2016, con il ritorno nella massima Serie, la squadra ha stretto un accordo di sensibilizzazione con AIDO (Associazione Italiana Donatori di Organi) inserendo sulla propria divisa il logo dell'associazione.